# Psyllaephagus yaseeni
Psyllaephagus yaseeni är en stekelart som beskrevs av John S. Noyes 1990. Psyllaephagus yaseeni ingår i släktet Psyllaephagus och familjen sköldlussteklar.
Artens utbredningsområde är:
- Colombia.
- Costa Rica.
- Kuba.
- Haiti.
- Jamaica.
- Nya Kaledonien.
- Puerto Rico.
- Sri Lanka.
- Tanzania.
- Thailand.
- Barbados.

Inga underarter finns listade i Catalogue of Life.